# آيات لم يكتبها الرب
آيات لم يكتبها الرب هو عنوان المجموعة الشعرية الثانية للشاعر السوري نورس يكن، صدرت في 17 سبتمبر 2012 عن الدار العربية للعلوم ناشرون في العاصمة اللبنانية بيروت. تتألف من 45 قصيدة نثرية تم توزيعها في لبنان والعديد من الدول العربية.

## الانتقادات
عنوان آيات لم يكتبها الرب اثار الكثير من الانتقادات و أبعد المجموعة عن مكتبات دول الخليج العربي، كما لم تصل المجموعة إلى سوريا كونها تحمل قصائد معارضة للنظام السوري وتروي في بعض قصائدها تجربة الشاعر داخل معتقلات النظام، حيث تعتبر أول مجموعة شعرية مطبوعة حول الثورة السورية.